# Héctor Burguez
Héctor Walter Búrguez Balsas (* 18. Oktober 1967 in Montevideo) ist ein ehemaliger uruguayischer Fußballspieler und heutiger -trainer. Der Torwart, der auch Pirucho genannt wird, war in Uruguay, Mexiko und Kolumbien aktiv.

## Karriere
Burguez begann seine Profikarriere 1988 beim Progreso in seiner Heimatstadt Montevideo und wurde 1989 uruguayischer Meister. Nach sechs Jahren wechselte er 1994 nach Mexiko zu Monarcas Morelia, wo er zwei Spielzeiten absolvierte. Anfang 1997 kehrte er kurzzeitig nach Uruguay zurück und spielte für die Rampla Juniors. Im selben Jahr wechselte er nach Kolumbien zu Millonarios, wo er bis 1999 unter Vertrag stand. Im Jahr 2000 schloss er sich Atlético Bucaramanga an und spielte anschließend 2001 für Atlético Huila. Von 2002 bis 2005 stand er erneut bei Millonarios unter Vertrag, wo er zu einem der erfahrensten Spieler des Teams wurde. Insgesamt bestritt er 236 Ligaspiele für den kolumbianischen Hauptstadtklub. Seine aktive Laufbahn ließ Burguez von 2006 bis 2007 bei seinem ersten Profiklub Progreso ausklingen.

## Trainer
Nach dem Ende seiner Spielerkarriere war Burguez als Torwarttrainer tätig. Gelegentlich übernahm er auch interimistisch Cheftraineraufgaben: Im Oktober 2020 betreute er Rampla Juniors für ein Spiel als Interimstrainer, das mit einem Sieg endete. Im Mai 2022 war er für zwei Spiele Interimstrainer beim bolivianischen Verein Club Jorge Wilstermann. Im April 2023 betreute er CA Cerro in einem Spiel als Interimstrainer. Daneben besitzt er eine Fußballtorwartschule nahe Bogotá.

## Erfolge
Progreso
- Uruguayischer Meister: 1989